# Small Point-Adam's Cove-Blackhead-Broad Cove
Small Point-Adam's Cove-Blackhead-Broad Cove é uma pequena cidade localizada na província canadense de Terra Nova e Labrador. De acordo com o censo canadense de 2016, a cidade tinha uma população de 387 habitantes.